# Gazzo Veronese
Gazzo Veronese (velenceiül Gazo Veroneze) település Olaszországban, Veneto régióban, Verona megyében. Lakosainak száma 5111 fő (2023. január 1.). Gazzo Veronese Nogara, Sanguinetto, Serravalle a Po, Sustinente, Casaleone, Ostiglia, Sorga és Villimpenta községekkel határos.

## Népesség
A település népességének változása:
| Lakosok száma | 5359 | 5347 | 5111 |
|               | 2017 | 2018 | 2023 |